# Johan Eklund
Johan Olof Peter Eklund (Falun, 30 maggio 1984) è un ex calciatore svedese, di ruolo attaccante.

## Carriera
Da ragazzino, oltre al calcio, ha praticato anche la pallamano e il floorball, scegliendo definitivamente il calcio a partire dai 15/16 anni.
Nel 2004 esordisce con la prima squadra del Brage nel secondo campionato nazionale, mettendo a segno due presenze. L'anno successivo torna nella sua città natale, Falun, per giocare nel Falu BS, che proprio in quegli anni si è fuso con altre società creando il Falu FK.
Con il ritorno al Brage avvenuto nel 2008, Eklund è stato inizialmente impiegato come centrocampista difensivo, ma presto è tornato ad essere schierato nella sua posizione naturale di attaccante. Nel 2009 ha segnato 21 reti in 23 partite nel campionato di Division 1, aiutando così la squadra a tornare in Superettan. Nel torneo 2010 ha contribuito con 11 gol. Al termine della Superettan 2011, conclusa con una salvezza ai play-out, lascia la squadra a parametro zero.
È un giocatore del GIF Sundsvall a partire dalla stagione 2012, in quello che è stato il suo primo campionato in Allsvenskan, concluso però con una retrocessione (5 i suoi gol all'attivo). Nel 2013 realizza 15 reti, ma non bastano per il ritorno nella massima serie. La promozione arriva però al termine dell'anno seguente, in cui Eklund segna 16 marcature che lo portano ad essere vice capocannoniere alle spalle di Kennedy Bakircioglu. Nell'Allsvenskan 2015 invece segna 4 gol. Al termine della stagione 2016, durante la quale ha realizzato 3 gol, il suo contratto con il GIF Sundsvall è scaduto.
Nel 2017 è tornato a vestire la maglia del suo vecchio club, il Brage, scendendo così di due livelli visto il passaggio da un club di Allsvenskan a uno di Division 1. È stata l'ultima annata della sua carriera, culminata con la promozione della squadra in Superettan.